# Яновиці (Паб'яницький повіт)
Яновиці (пол. Janowice) — село в Польщі, у гміні Паб'яниці Паб'яницького повіту Лодзинського воєводства.
Населення — 187 осіб (2011).
У 1975-1998 роках село належало до Лодзинського воєводства.

## Демографія
Демографічна структура станом на 31 березня 2011 року:
|          | Загалом | Допрацездатний вік | Працездатний вік | Постпрацездатний вік |
| -------- | ------- | ------------------ | ---------------- | -------------------- |
| Чоловіки | 93      | 18                 | 64               | 11                   |
| Жінки    | 94      | 16                 | 58               | 20                   |
| Разом    | 187     | 34                 | 122              | 31                   |